# مسلمو كاديا
كاديا هو مجتمع مسلم يوجد في ولايتي كجرات وماهاراشترا في الهند. وهم مسلمون متحولون من طبقة كاديا الهندوسية. ويبلغ عددهم 10,000 نسمة.